# Heinrich Mendelssohn (Biologe)
Heinrich Mendelssohn (hebräisch הַייְנְרִיך מֶנְדֶלְסוֹן; geboren 31. Oktober 1910 in Berlin; gestorben  19. November 2002 in Ramat Gan) war ein israelischer Biologe.

## Leben
Heinrich Mendelssohn war der Sohn des Berliner Kaufmanns Paul Joseph Mendelssohn (1869–1945) und der Lucie Ludnovsky. Er zählte sich zu den Nachkommen von Moses Isserles, dessen Akronym „Rema“ steht daher auf seinem Grabstein.
Als Jugendlicher wurde er Mitglied des zionistischen Wandervereins Blau-Weiß. Als Student in Wien trat er der zionistischen Kadimah (Studentenverbindung) bei. Er studierte von 1928 bis 1933 Zoologie und Medizin an der Universität Berlin, ein Kommilitone dort war der spätere Zoologe und Kollege in Tel Aviv Alexander Barasch.
Nach der Machtergreifung 1933 musste er das Studium abbrechen. Er emigrierte mit finanzieller Unterstützung seiner Familie nach Palästina. Seine Eltern und seine Schwester mussten 1935 ebenfalls auswandern. Er setzte an der Hebräischen Universität Jerusalem das Studium fort und wurde 1934 Assistent bei Schimʿon Bodenheimer (1897–1959). Er heiratete 1935 die Zabbarit Tamar Pressmann (1926–1998), die Lehrerin war. Bei Bodenheimer legte er 1935 das Magisterexamen mit einer Arbeit über Wüstenschnecken ab und wurde bei ihm 1940 mit einer Dissertation  über die Populationsdichte von Wildvögeln promoviert. 1940 entdeckten er und Heinz Steinitz den Israelischen Scheibenzüngler in der Chulaebene. Ihre Erstbeschreibung über diesen Froschlurch erschien 1943 in der Fachzeitschrift Copeia.

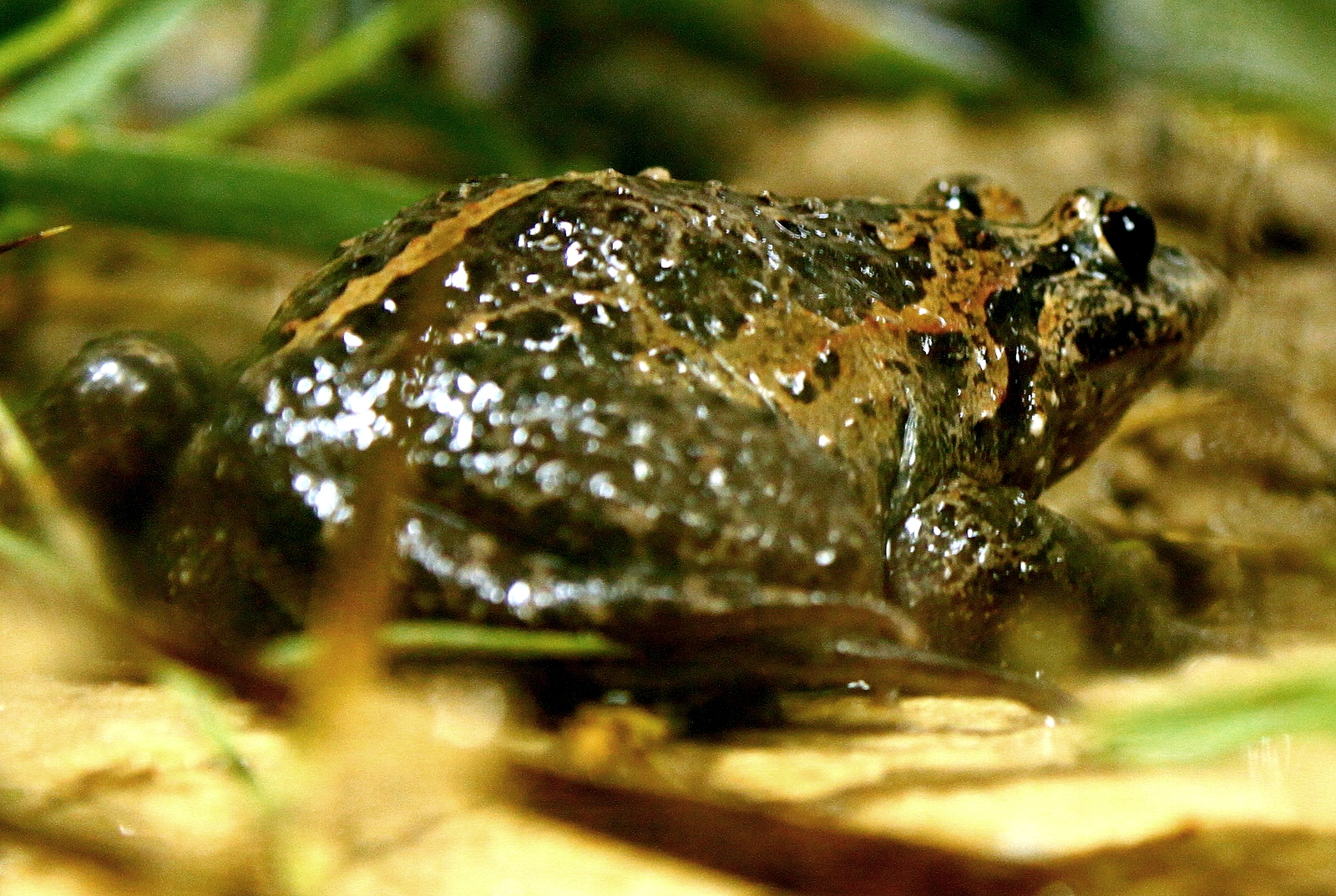
Latonia nigriventer
MENDELSSOHN & STEINITZ, 1943 (Foto 2011)

Von 1935 bis 1953 arbeitete er in der Lehrerausbildung am Biologisch-pädagogischen Institut in Tel Aviv, welches er nach dem Tod des Gründungsdirektor Jehoschua Margolin 1947 leitete, 1953 ins Universitäre Institut für Naturwissenschaften wandelte, als das es dann Teil der 1956 gegründeten Universität Tel Aviv wurde. An der Universität war er von 1953 bis 1956 Dekan und Institutsleiter der zoologischen Abteilung, 1961 war er Dekan der naturwissenschaftlichen Fakultät, 1965 Vizepräsident der Universität. 1970 wurde er zum Professor ernannt und erhielt 1977 den Lehrstuhl für Wildtierreservate. Vorlesungen hielt er bis zum Jahr 2000. Mit seinen Untersuchungen über die Auswirkungen in der Landwirtschaft eingesetzter Pestizide gehört er zu den Pionieren in diesem Forschungsgebiet.
Im Jahr 1953 gehörte er mit Azariah Alon, Jaʿaqov Chaim Hoofien und Amotz Zahavi zu den maßgeblichen Gründern der Society for the Protection of Nature in Israel (SPNI). Auf ihn geht ein 1955, seinerzeit neuartiges, von der Knesseth verabschiedetes Gesetz zum Schutz wildlebender Tiere zurück. Den seinerzeitigen Kampf um die Erhaltung der Lebensräume in den Feuchtgebieten der Chulaebene verloren sie allerdings weitgehend, da am Ende der Auseinandersetzung nur zehn Prozent der Region zum Reservat erhoben wurden, da die Flächen wegen des Bevölkerungsdrucks vom Jüdischen Nationalfonds (JNF) für die Ausweitung der Landwirtschaft reklamiert wurden. Mendelssohns Vorhersage, dass die von Yosef Weitz durchgesetzte intensive Bewirtschaftung eine Versalzung der Böden nach sich ziehe, bewahrheitete sich später.

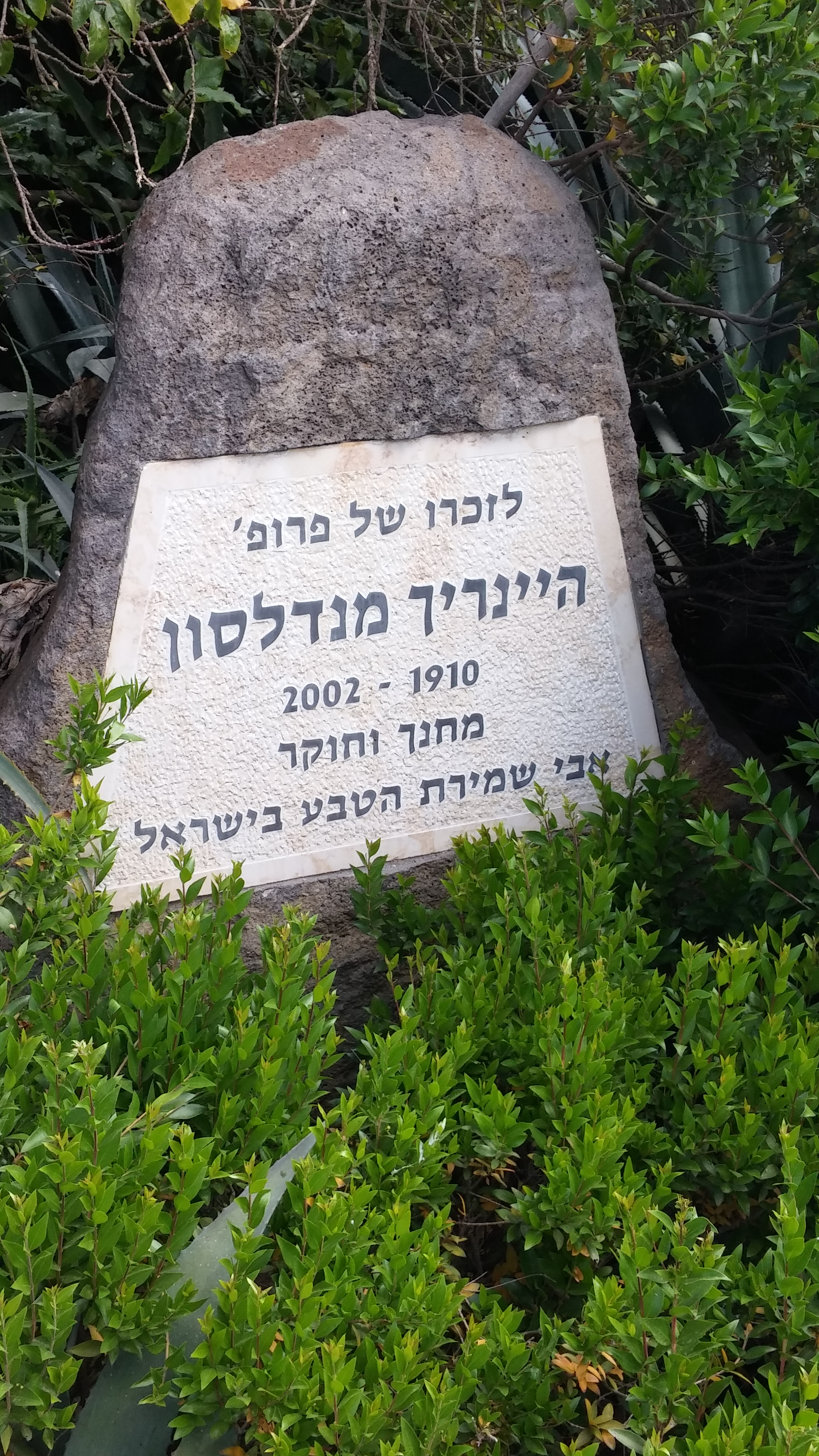
Gedenkstein für Mendelssohn im 1981 eröffneten neuen Tierpark der Universität Tel Aviv, 2017

1962 leitete er in Israel eine internationale Konferenz zum Naturschutz. Er gehörte dem Beirat der nationalen Naturschutzbehörde an. 1966 wurde er in die Israelische Akademie der Wissenschaften aufgenommen. Er starb in seinem Haus im Viertel Ramat Chen der Stadt Ramat Gan.

## Auszeichnungen
- 1940: Bialik-Preis
- 1971: Weizmann-Preis
- 1973: Israel-Preis

## Schriften
- mit Azaria Alon; Yoram Yom-Tov (Hrsg.): Plants and animals of the land of Israel: an illustrated encyclopedia. Vol.7: Mammals. The publishing house society for protection of nature, 1987.
- Meine Erfahrungen an der Berliner Universität in den Jahren 1928 bis 1933, in: Medizinhistorisches Journal, Bd. 29, H. 2 (1994), S. 183–188